# Vasos comunicants

Animació que ensenya el principi

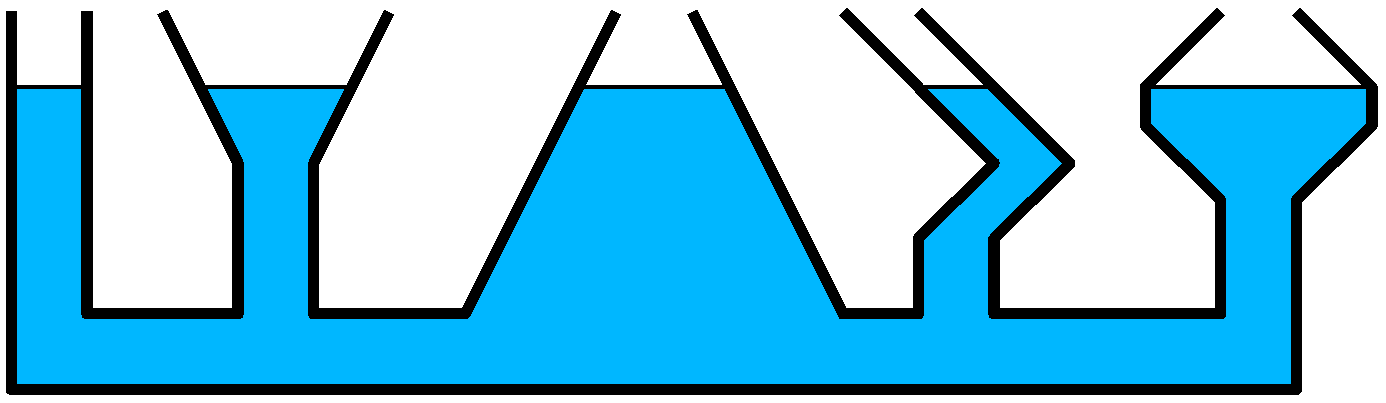
Vasos comunicants

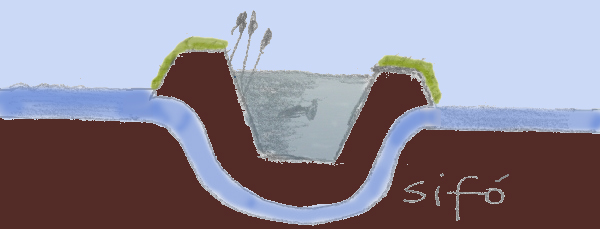
Esquema de sifó d'un canal hidràulic sota un canal navegable

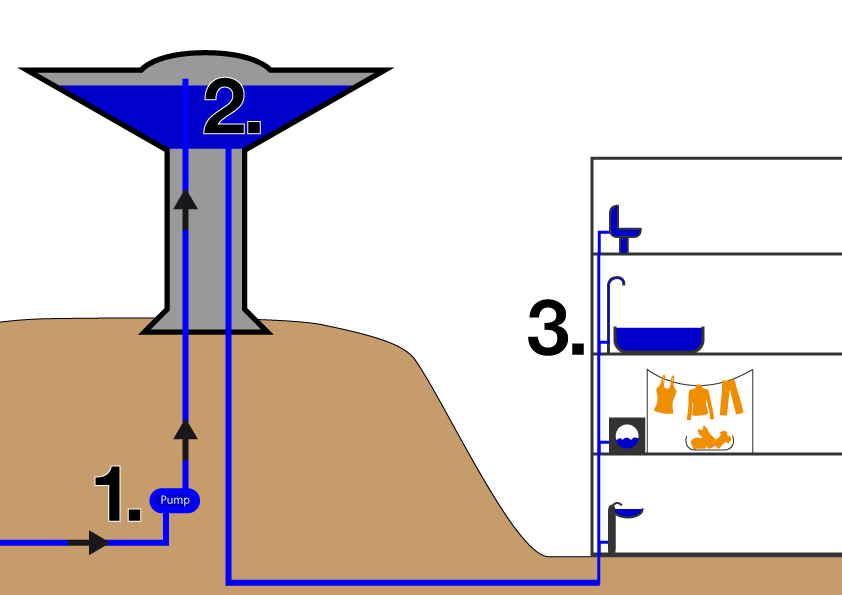
Vasos communicants entre la cisterna d'una torre d'aigua i els consumidors d'aigua

Els vasos comunicants  és un sistema, compost per dos o més dipòsits o recipients que contenen un fluid i que estan units entre ells per sota del nivell del fluid, al qual es compleix l'equació fonamental de la hidroestàtica. En estat d'equilibri, si el fluid és homogeni, tots els punts d'un pla horitzontal són sotmesos a la mateixa pressió, i en conseqüència, l'altura del fluid serà idèntica a tots els recipients; i si el fluid no és homogeni, en estat d'equilibri, tots els recipients, comptant per sobre del punt d'unió, contindran el mateix pes de fluid. Independentment de la forma i mida dels recipients.
Galileu va establir els dos principis que defineixen la teoria dels vasos comunicants. Això és a causa de la pressió atmosfèrica que suporten, és a dir, aquest efecte és causat pel fet que existeix la mateixa pressió hidroestàtica en tots els punts situats en una mateixa zona horitzontal i, per tant, sobre aquests punts el líquid es troba a la mateixa altura. Els romans ja aplicaven aquest principi, junts amb aqüeductes per a subministrar l'aigua tot arreu a les ciutats, sense conèixer-ne l'explicació.
En canvi, quan els vasos comunicants contenen fluids diferents que no es barregen homogèniament (que no són miscibles entre si) es produeix que: com que els líquids tenen densitats diferents, per tal que en tots els punts del mateix pla horitzontal actuï la mateixa pressió, cal que les superfícies lliures dels líquids estiguin a diferents nivells. El líquid més dens omple el tub de comunicació i les altures de la resta dels recipients resulten inversament proporcionals a les densitats dels líquids. Al cas de vasos molt estrets, les forces de la capil·laritat actuen contra el principi i els dos líquids no es posen al mateix nivell.
A partir d'aquest principi s'aconsegueixen dur a la pràctica diverses aplicacions pràctics: entre altres les rescloses a dues portes, les torres d'aigua, els sifons.